# Blue Earth (Minnesota)
Blue Earth es una ciudad ubicada en el condado de Faribault en el estado estadounidense de Minnesota. En el Censo de 2010 tenía una población de 3353 habitantes y una densidad poblacional de 385,41 personas por km².

## Geografía
Blue Earth se encuentra ubicada en las coordenadas 43°38′26″N 94°6′1″O / 43.64056, -94.10028. Según la Oficina del Censo de los Estados Unidos, Blue Earth tiene una superficie total de 8.7 km², de la cual 8.46 km² corresponden a tierra firme y (2.74%) 0.24 km² es agua.

## Demografía
Según el censo de 2010, había 3353 personas residiendo en Blue Earth. La densidad de población era de 385,41 hab./km². De los 3353 habitantes, Blue Earth estaba compuesto por el 96.03% blancos, el 0.15% eran afroamericanos, el 0.63% eran amerindios, el 0.21% eran asiáticos,, el 2.06% eran de otras razas y el 0.92% pertenecían a dos o más razas. Del total de la población el 6.95% eran hispanos o latinos de cualquier raza.